# Provincia de Santa Elena
Santa Elena es una de las veinticuatro provincias que conforman la República del Ecuador, situada en el occidente del país, en la zona geográfica conocida como región litoral o costa. Su capital administrativa es la ciudad de Santa Elena, mientras que la urbe más grande y poblada es La Libertad. Ocupa un territorio de unos 3690,17 km², siendo la tercera provincia del país más pequeña por extensión, detrás de Cañar y Tungurahua. Limita al norte con Manabí; al este con Guayas, y al oeste y sur con el océano Pacífico, a lo largo de una franja marítima de unos 150 km.
En el territorio santaelenense, habitan 385.735 personas, según el último censo (2022), siendo la decimocuarta provincia más poblada del país y la menos poblada de la región litoral. La provincia de Santa Elena está constituida por tres cantones, con sus respectivas parroquias urbanas y rurales. Según el último ordenamiento territorial, la provincia de Santa Elena pertenecerá a una región comprendida también por las provincias de Guayas, Bolívar y Los Ríos, aunque no esté oficialmente conformada, denominada Litoral.
Las actividades principales de la provincia son el comercio, la industria, la pesca y el turismo. La península tiene algunos puertos pesqueros: Santa Rosa, San Pedro y Chanduy, los más importantes centros de la zona. En cuanto al turismo, recibe en sus balnearios aproximadamente ochenta mil turistas por temporada
Los primeros asentamientos registrados datan de diez mil años de antigüedad cerca del sector de Sumpa. Tuvo distintos períodos migratorios provenientes de la serranía como los punaes y huencavilcas. La colonización española se dio el 18 de agosto de 1531, cuando Francisco Pizarro desembarcó en el balneario de Ballenita y lo llamó Santa Elena. Las conquistas y exploraciones del lugar terminaron a fines del siglo XVI. Después de la guerra independentista y la anexión de Ecuador a la Gran Colombia, se crea la provincia del Guayas, el 25 de junio de 1824, en la que dentro de sus límites se encuentra el actual territorio santaelenense. El 7 de noviembre de 2007, se crea la vigésima cuarta y más reciente provincia del país: la provincia de Santa Elena.

## Historia
La provincia estuvo poblada desde la prehistoria por la Cultura Las Vegas, esta fue la primera cultura que se asentó en los actuales territorios del Ecuador en el holoceno y [pleistoceno] tardío en la costa entre 8000 AC y 4600 AC. Existen 31 asentamientos de esta cultura en la [Península de Santa Elena]. El pueblo de Las Vegas se dedicó a la caza y recolección, y además desarrolló técnicas primitivas de agricultura.
Aparentemente utilizaron huesos para producir redes y textiles junto a varias herramientas y envases hechos de conchas. Adicionalmente, se especula que usaron madera, corteza de árbol, bambú, y caña como herramientas de su agricultura.
Más tarde llegaría la Cultura Valdivia que se desarrolló entre el 3500 y el 1800 a. C. en la costa occidental del Ecuador. Esta cultura se asentó en la península de Santa Elena y también en el estuario del Guayas, en Los Ríos, Manabí y El Oro. El desarrollo de la cultura valdiviana dio paso en la misma región a la cultura Machalilla y muchos de sus elementos culturales, como la cerámica, se difundirían rápidamente en las áreas vecinas. La gente de esta cultura fueron ceramistas que fabricaron figurillas femeninas, las más antiguas de piedra y luego de barro, a veces sencillas y otras más elaboradas, eran objetos relacionados con la fertilidad y la salud.
El descubrimiento de esta cerámica tan antigua fue en un baño público de la costa ecuatoriana, hace algunas décadas, trajo consigo fama para el Ecuador, desde el punto de vista arqueológico; pues Valdivia aparece como una verdadera cultura del Periodo formativo y una de las más antiguas de América. No hay duda de que los valdivianos siguieron las tradiciones arcaicas de la caza, la pesca y la recolección de moluscos, pero no se encuentran hasta ahora pruebas claras de que la Valdivia fuese una cultura intensamente agrícola.
Lo más sobresaliente, es que tenían la costumbre y habilidad para trabajar la arcilla que obtenían del suelo para realizar hermosas piezas de cerámica, entre las que se destacan los figurines femeninos llamados hoy "venus", que muestran un culto especial a la mujer y la fertilidad. Las denominaciones culturales puestas por los arqueólogos, no son el caso de la cultura arqueológica llamada Huancavilca, su nombre obedece al grupo étnico que mencionaron los cronistas a la llegada a nuestras costas.

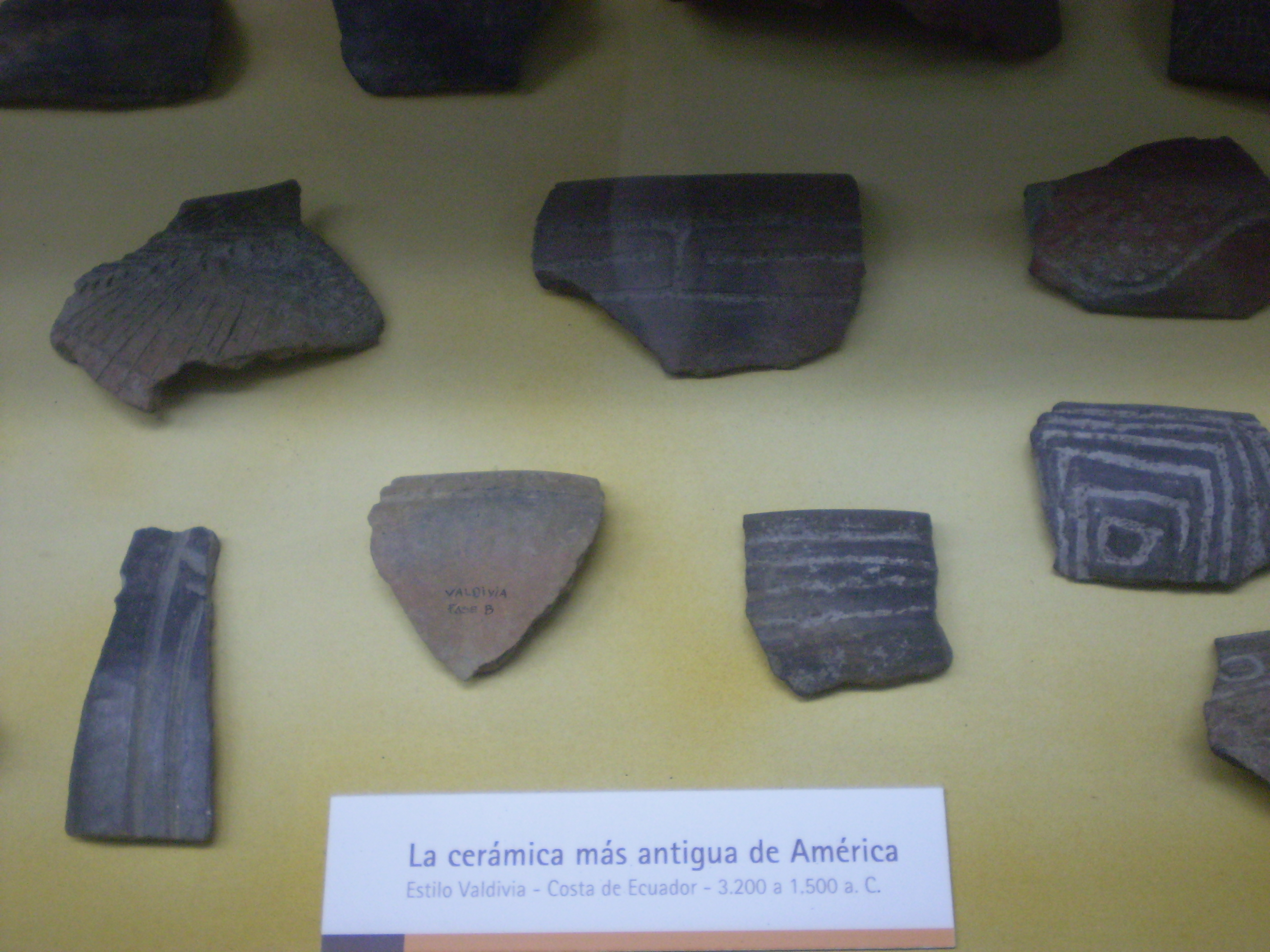
La cerámica valdiviana es la más antigua de América. Restos de cerámica valdiviana en el Museo de La Plata (Argentina).

A la llegada de los españoles a la costa ecuatoriana, es cuando tenemos las primeras referencias escritas y el primer documento que dejaron se denomina “Relación de Sámano”, la cual presenta como fecha referencia el año de 1525, donde se ubica en la costa peninsular a la nación de los Guancavilcas.
Este grupo fue mencionado por varios cronistas a partir del siglo XVI y XVII. El viajero italiano Girolamo Benzoni (1547 – 1550), es quien indica de manera categórica a los habitantes de esta zona, y menciona que “Pasados los límites de Puerto Viejo se entra al país de los Guancavilcas, provincia inferior del Reino del Perú y el primer pueblo que se encuentra en la costa se llama Colonchi y está situado cerca de la punta de Santa Elena.”(1985: 112).
Cieza de León al referirse a los aposentos de Tomebamba, manifiesta que “Está a la parte del poniente dellos la provincia de los Guancabilcas, que son términos de la ciudad de Guayaquile y Puerto Viejo, y al oriente el río grande del Marañón, con sus montañas y algunas poblaciones.” (1985: 206). y al tratar sobre la presencia y conquista de los Incas, nuevamente menciona a esta provincia y relata: “Y cuenta el vulgo sobre esto que Guaynacapa en persona vino a los conquistar, y porque en cierto caso no quisieron cumplir su voluntad, que mandó por ley que ellos y sus descendientes y sucesores se sacasen tres dientes de la boca de los de la parte de encima y otros tres de los más bajos, ya que en la provincia de los Guancavilcas se usó mucho tiempo esta costumbre.”
El mismo Cieza menciona muchas veces a este grupo étnico y al tratar sobre la ciudad de Guayaquil indica que “Más adelante, hacia el poniente, está la ciudad de Guayaquil, y luego que se entra en sus términos los indios son guancavilcas” (1985: 234). Sabemos hoy en día que la evidencia más fuerte sobre este grupo étnico esta a partir de Chongón hacia el oeste. La ciudad de Guayaquil, presenta una evidencia cultural arqueológica Milagro, correspondiente al grupo étnico Chono.
Diego de Trujillo, quien acompañó a Francisco Pizarro (1530 – 1571), y escribió “Relación del descubrimiento del reino del Perú”, hace referencia a la provincia de los Guancavilcas y relata que una vez que salieron de la punta de Santa Elena, “fuimos a una provincia que se dice Odón, en los Guancavilcas, tierra abundosa de comida y allí estuvimos quince días, para reformar la gente y los enfermos.” (1988: 196)
Miguel Cabello de Balboa, para el año 1586, al indicar la propuesta del Topa Inga y al cruzar la provincia de los Chimbos y en su ruta a la zona costera, menciona “…, y rompiendo inaccesibles asperezas llegó a la provincia de los Guancavillcas,” (1945:307)
Fray Reginaldo de Lizárraga (1605), cuando trata sobre su paso por la zona de la punta, indicó que “Siguiendo la costa adelante, que toda ella desde punta de Manglares hasta el estrecho de Magallanes, que sin dubda hay más de mil leguas, corre Norte Sur (no creo son veinte leguas), está la punta llamada de Santa Helena; tiene pocos o ningunos indios el día de hoy; cuando la vi y saltamos en ella eran muy pocos los que allí vivían.” (1946: 23) Y sobre lo visto en la ciudad de Guayaquil mencionó a los Guancavilcas e indicó “Viven en esta ciudad y su distrito dos naciones de indios, unos llamados guamcavillcas, gente bien dispuesta y blanca, limpios en sus vestidos y de buen parecer; los otros se llaman chonos, morenos, no tan políticos como los guamcavillcas; los unos y los otros es gente guerrera; sus armas, arco y flecha.” (Ibid: 30)(Texto de Javier Véliz Alvarado).

### Proceso de provincialización
La provincialización había sido una aspiración por parte de la mayoría de peninsulares que durante décadas habían gestionado este pedido por diferentes medios institucionales, y que normalmente no habían sido tomados en cuenta o bloqueados por los partidos de mayoría en el congreso que durante años había sido dominado por el conservador Partido Social Cristiano, quienes tienen el poder de la provincia del Guayas de la que Santa Elena se quería separar. Pero lo cierto es que si se revisa la historia, el partido Social Cristiano nunca tuvo la mayoría en los congresos que han existido desde el retorno a la democracia en el Ecuador, más bien son los partidos quienes votaron a favor de la desmembración de la provincia del Guayas los que históricamente han creado una mayoría de izquierda en los congresos nacionales.
Entre las razones para la provincialización estaba la de la identidad cultural peninsular (cultura de pescadores de ascendencia valdivia, que en zonas rurales tienen cultura comunera), pero esta razón es desestimada por su carencia de fundamento, y no se la entiende, ya que los pobladores de la cultura Valdivia tenían un intenso intercambio comercial con sus protectores, el pueblo Huancavilca, quienes nunca permitieron que el imperio Inca subyugue dichas poblaciones. Su actual modo de vida económico no difiere del de los habitantes de la provincia a la que pertenecían (turismo de playa, productos artesanales, hostelería, pesca, entretenimiento y una ligera producción petrolera, esta última de exclusiva responsabilidad de los gobiernos centrales que han tenido por costumbre menospreciar a la provincia del Guayas), se esgrime la desatención continua por parte del gobierno provincial asentado en Guayaquil, esto no se compadece con la realidad ya que al pertenecer a la provincia del Guayas, en la que Guayaquil era su capital, han tenido una completa y constante representación por parte de los legisladores provinciales quienes han ocupado esos cargos por mandato expreso de los pobladores de la provincia, todos los actuales santoelenenses incluidos. De que otra manera se puede explicar que ese sector de la provincia del Guayas fuese catalogado como uno de los más importantes destinos turísticos sudamericanos, o porque antes de la separación las principales cabeceras cantonales estaban dotadas de infraestructura sanitaria como alcantarillado y agua potable. Más bien es la continua desatención de los gobiernos centrales, en lo que a la adjudicación de los recursos económicos necesarios para el progreso de dichos cantones se refiere, la directa responsable del atraso existente. Estas poblaciones contaban con sus correspondientes alcaldes, originarios del sector. Así que la falta de representación se desestima definitivamente.
El último tramo del proceso de provincialización fue aprobado tras múltiples manifestaciones y presiones por parte de los peninsulares quienes durante dos décadas habían aspirado a ser provincia. El feriado del 12 de octubre de 2007 armaron un bloqueo impidiendo el paso de cualquier vehículo a la península por la carretera Guayaquil-Santa Elena o vía a la costa a la altura de la comuna Villingota. Este hecho alarmó sobre todo a los guayaquileños que intentaban alcanzar como destino final como Salinas u otros balnearios de la Ruta del Sol para pasar los días de vacaciones del martes 9 de octubre (Independencia de Guayaquil, 1820) aplazado para el viernes 12 que coincidía con el día de la hispanidad.
La huelga incluyó actos de vandalismo como la quema de la bandera albiceleste de la provincia del Guayas y haciendo gestos obscenos con la misma, hecho que indignó y enfureció aún más a multitud significable de Guayaquil, promoviendo una campaña anti-península que proponía no ir más a sus balnearios y en cambio acudir a Cantón Playas que sigue perteneciendo a Guayas; esta campaña no tuvo gran acogida entre los guayaquileños, dado que en esta ciudad residen personas tanto de la península de Santa Elena como de otras ciudades del país que veían en esta actitud intereses políticos de una minoría (las autoridades seccionales guayaquileñas) que se sentía perjudicada en sus intereses.
La provincialización generó controversia y especulaciones sobre su eficacia para el progreso económico-político de la provincia, ya que se desvincula de Guayaquil, ciudad con mayor movimiento económico del país, y esto generaría pérdidas económicas según sus detractores.
Con 57 votos a favor (la mayoría de partidos de centro-izquierda e izquierda), 30 abstenciones y tres en contra de 100 en total que provenientes de los diputados que conforman el Congreso Nacional se aprobó el 17 de octubre de 2007 el primer artículo del proyecto de provincialización de la península de Santa Elena. Los 57 votos provinieron de ID, PK, PSE, MPD, DN, ARE y UDC, mientras que los bloques del PRE, PSP, RED, PRIAN y PSC se fraccionaron en el momento de consignar su voto, pues algunos de estos legisladores optaron por la abstención y otros en contra. Para algunos diputados fue la oportunidad para darse “baños de popularidad”.
El 7 de noviembre de 2007 se publicó, en el Registro Oficial #206, a Santa Elena como provincia.
Esto ocurre luego de que Santo Domingo de los Tsáchilas haya sido inscrita como la provincia 23 en el Registro Oficial #205, del día anterior 6 de noviembre.

"Créase la provincia de Santa Elena como Unidad Territorial, Política y Administrativa, integrada por el territorio de los cantones Santa Elena, Salinas y La Libertad, cuyos límites serán los mismos que en su conjunto tienen estos cantones con sus respectivas cabeceras cantonales, parroquias, barrios, comunas, recintos y pueblos"

## Gobierno y política

### Políticas
La estructura política de Santa Elena está conformada por el Gobierno Autónomo Descentralizado Provincial, denominado comúnmente como «Prefectura», la cual es una persona jurídica de derecho público que goza de autonomía política, administrativa y financiera, y ejerce las funciones ejecutivas, legislativas y de fiscalización dentro de la circunscripción territorial de la provincia. La sede de este gobierno seccional está en la ciudad de Santa Elena, en calidad de capital provincial.
El gobierno provincial está conformado por un prefecto, un viceprefecto y el consejo provincial. El prefecto es la máxima autoridad y representante legal de la función ejecutiva dentro de la provincia y es elegido en binomio junto al viceprefecto por votación popular en las urnas. El consejo provincial es el órgano de legislación y fiscalización del gobierno provincial, y está integrado por el prefecto -quien lo preside con voto dirimente-, el viceprefecto, los alcaldes de los tres cantones santaelenenses, y representantes de los gobiernos de las parroquias rurales. En la actualidad el cargo de prefecto lo ejerce José Daniel Villao, reelegido para el periodo 2023 - 2027. 
Paralelo al Gobierno Autónomo Descentralizado Provincial de Santa Elena, el poder ejecutivo del presidente de la República está representado en la provincia por el gobernador. El cargo de gobernador es ocupado por un individuo designado por el presidente de la República, y puede durar en sus funciones indefinidamente mientras así lo decida el primer mandatario del país. Actualmente, el gobernador de la provincia es Renato Iturralde.

### División administrativa

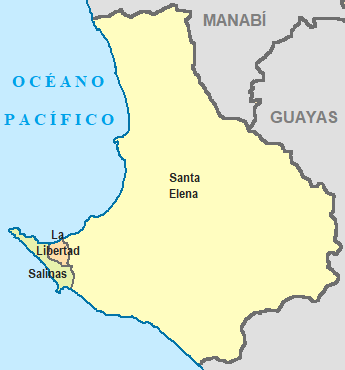
Cantones de Santa Elena

Santa Elena está dividido en tres cantones, que a su vez están conformados por parroquias urbanas y rurales. Cada uno de los cantones son administrados a través de una municipalidad y un consejo cantonal, los cuales son elegidos por la población de sus respectivos cantones. La responsabilidad de estos cantones es realizar el mantenimiento de carreteras, administrar los presupuestos del gobierno del estado para programas de asistencia social y económica, y administrar, infraestructuras tales como parques y sistemas de saneamiento básico.
|                                                                                           | Cantón      | Población (2022) | Área (km²) | Cabecera cantonal | Población (2022) |
| ----------------------------------------------------------------------------------------- | ----------- | ---------------- | ---------- | ----------------- | ---------------- |
| Bandera de La Libertad                                                                    | La Libertad | 112 154          | 26         | La Libertad       | 112 154          |
|                                                                                           | Salinas     | 86 801           | 97         | Salinas           | 35 066           |
| [[Archivo:\|class=notpageimage noviewer\|30px\|border\|Bandera de Santa Elena (Ecuador)]] | Santa Elena | 186 687          | 3567,17    | Santa Elena       | 54 565           |

## Población y superficie

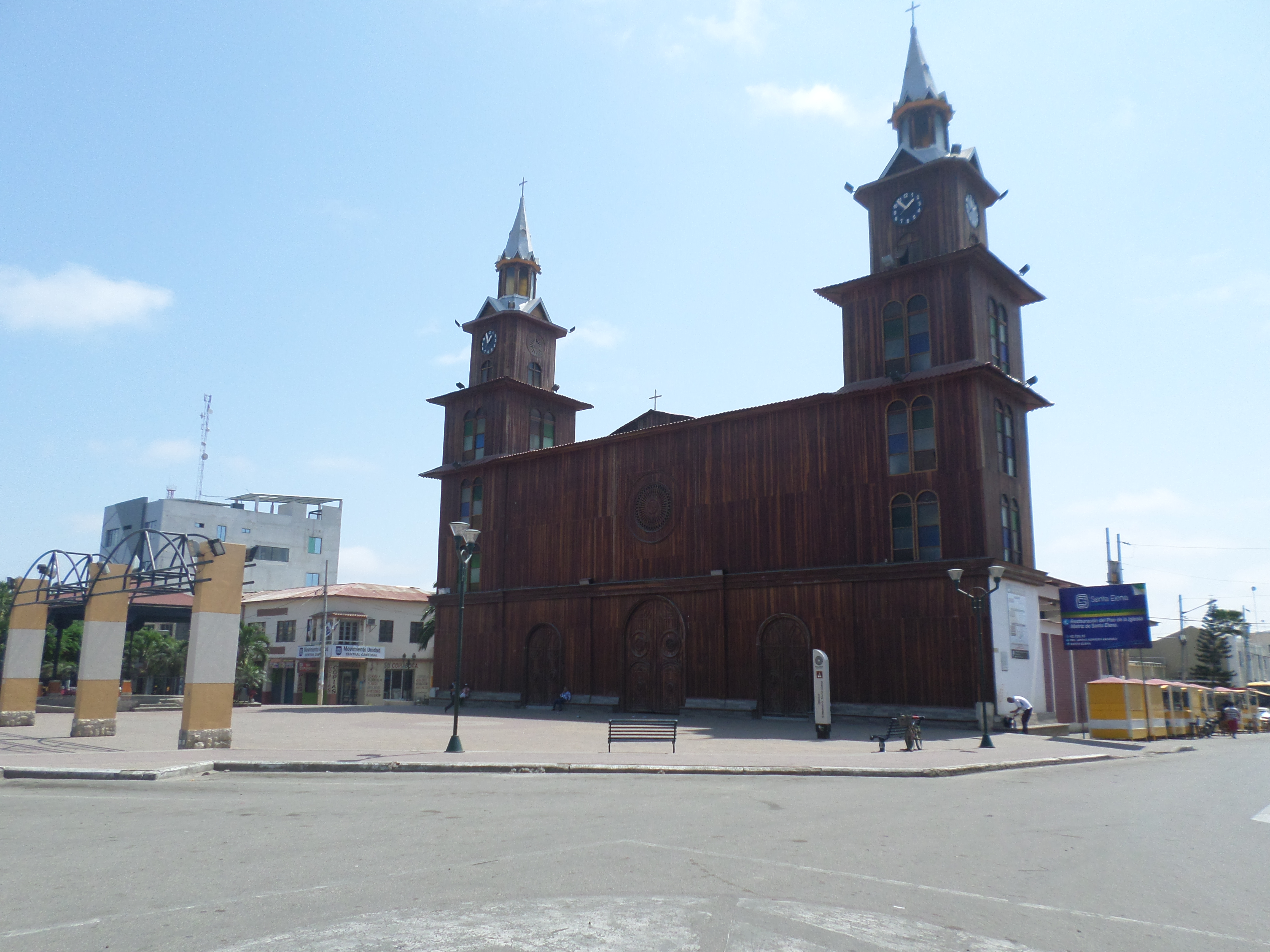
Catedral Emperatriz de Santa Elena.

La provincia de Santa Elena tiene una superficie de 3,762.8 kilómetros cuadrados (1.46 por ciento del total nacional). Con una población residente de 308.000 habitantes (2 por ciento del total nacional) y una población flotante superior a 200,000 personas en época alta de turismo que son básicamente turistas de la ciudad de Guayaquil y otros cantones de la Provincia del Guayas y del país.
Aunque políticamente los tres cantones están separados, físicamente y en su convivir las tres ciudades: Salinas, Libertad y Santa Elena junto con la parroquia rural José Luis Tamayo están fusionadas formando una sola ciudad. Conurbación o aglomeración urbana en la actualidad, que en total acumula una población de 205 969 habitantes según datos oficiales del INEC, censo del 2010.
También cabe destacar la densidad poblacional de la provincia. El 90 por ciento de toda la población provincial se concentra en la costa entre el centro poblado de Ayampe, al norte, fronterizo con el cantón Puerto López de Manabí), hasta la ciudad de Salinas, en el sur. Se estima que en dicha zona viven 281.467 habitantes, o sea el 90 por ciento de la población de la provincia (205 969 de ellas en las entidades continuas pero políticamente separadas de los cantones Salinas, La Libertad y Santa Elena).
En conclusión, se puede decir que 281.467 peninsulares viven en un territorio de 500 kilómetros cuadrados. Lo que le trae una densidad poblacional final de 560 habitantes por kilómetro cuadrado.
Además la densidad poblacional en las ciudades de Salinas, La Libertad y Santa Elena, fusionadas, es de entre 900 a 1000 habitantes por kilómetro cuadrado. La misma que puede considerarse, prácticamente, urbana.
Límites
La ubicación geográfica de la provincia comprende:
- Al norte, la provincia de Manabí
- Al este y sur, Guayas
- Al oeste, el Océano Pacífico

### Salinas

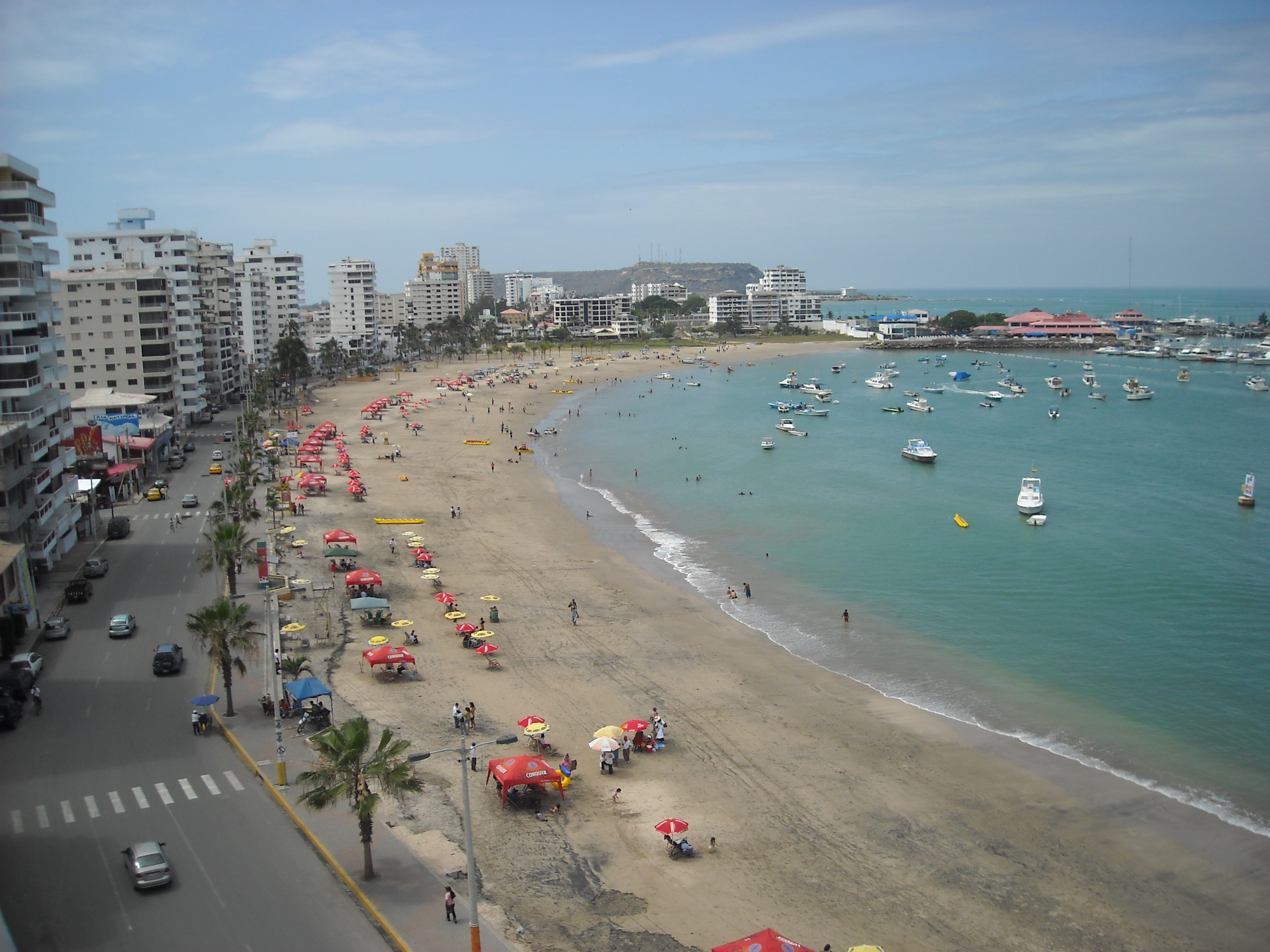
Turismo en las playas de Salinas.

Está ubicada en el extremo occidental de la provincia, a 142 km de Guayaquil.
Tiene un área de os cuadrados.
Con una población de 68.675 habitantes, de los cuales 32.758 son hombres y 35.295 mujeres; 34.719 viven en el área urbana y 33.956 personas están en la zona rural.
En Salinas se encuentra la más grande de las infraestructuras hoteleras dedicadas al turismo de la provincia y una de las más grandes del Ecuador

### La Libertad
El cantón cuenta con un área de 25,6 kilómetros cuadrados y 95.942 habitantes, de ellos 45700 son hombres y 50242 mujeres.
Es el único cantón totalmente urbano del Ecuador. Está formado por una única ciudad que ocupa la totalidad del territorio.
La mayoría de su población se dedica a las actividades turísticas y comerciales. Es el corazón comercial del conglomerado urbano y de la provincia en general.

### Santa Elena
El cantón tiene 3.880 kilómetros cuadrados de extensión y 144.076 habitantes, de ellos 64.446 son hombres y 61.825 mujeres.
En el área urbana viven 39.681 personas y en la rural 104.395.

## Administración, comercio y economía

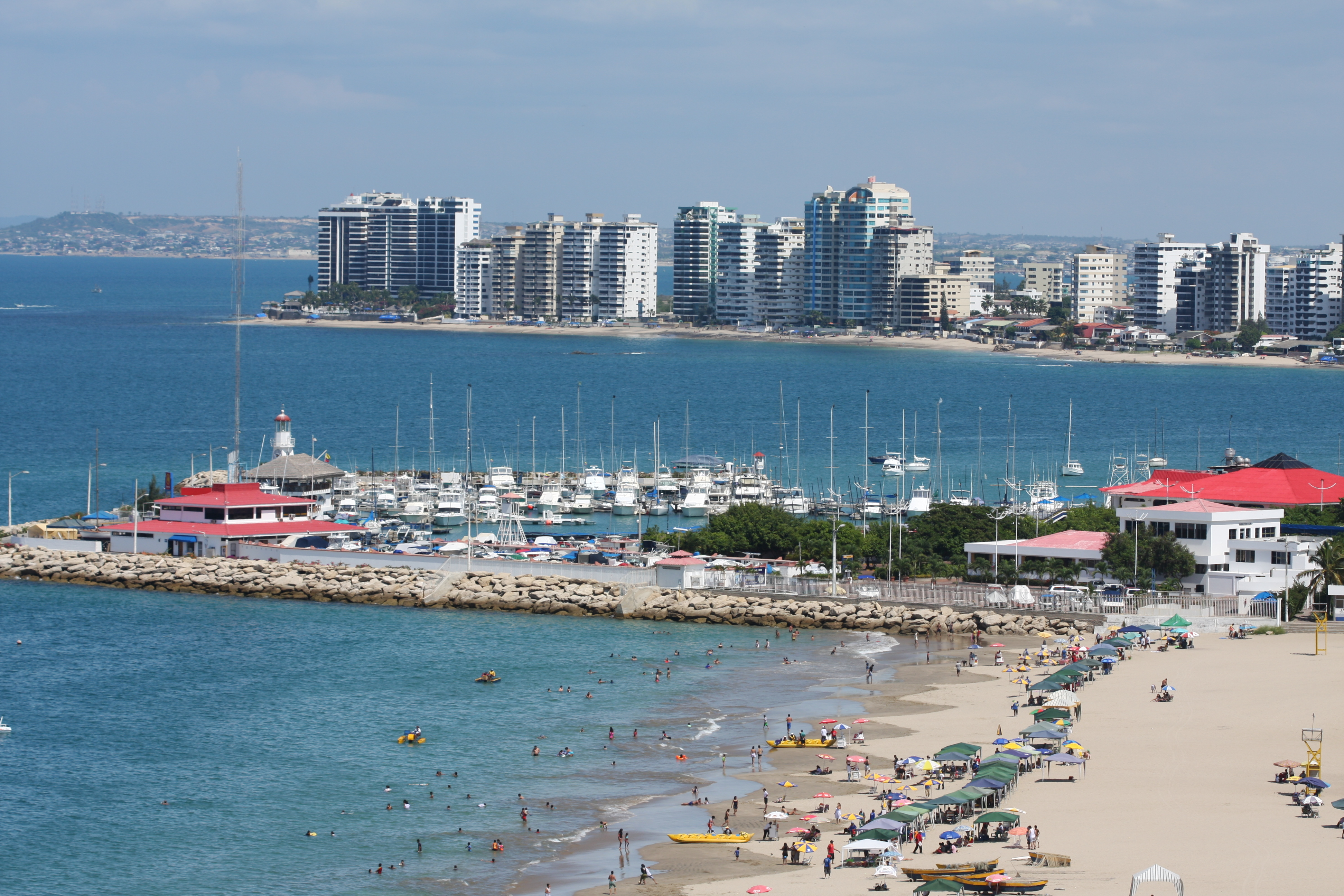
Salinas, es el balneario más visitado del Ecuador

El comercio se basa en la pesca y turismo. La península tiene algunos puertos pesqueros: Santa Rosa, San Pedro y Chanduy los más importantes centros de la zona, potenciales económicos de esta provincia.
Hay actividad todo el año y abarca a un buen número de pobladores. Otros pueblos pesqueros: Ancón, Anconcito y Palmar.
En cuanto al turismo, la Península de Santa Elena recibe en sus balnearios aproximadamente 80 mil turistas por temporada, lo cual indica un ingreso estimado de 12'000,000 dólares. Un gran porcentaje de estos ingresos son recopilados por empresarios de la provincia del Guayas que han invertido en hoteles, restaurantes, centros de diversión, etc.
Los tres municipios manejan anualmente 28 millones de dólares. Las principales fuentes de ingresos son las asignaciones del Estado y los impuestos. La península de Santa Elena tiene dos grandes falencias según sus autoridades: la atención a la salud y el alcantarillado.
Con el decreto de provincialización la provincia tiene derecho, en lo político, a cuatro diputados, un gobernador, que es nombrado por el Gobierno Nacional, el Prefecto Provincial y sus 11 consejeros provinciales. A esto se suman varios cargos públicos como Corte Superior y fiscales.

### Gastronomía
La provincia se está labrando un prestigio como destino gastronómico, sobre todo por sus productos del mar, pero también por sus productos agrícolas. Hay interesantes ejemplos de la gastronomía de Santa Elena y sus productos emblemáticos: pescados, camarones y langosta de río, otros mariscos, y el ají más antiguo del que se tenga registro.

## Telecomunicaciones

### Telefonía móvil
Las 3 operadoras de telefonía celular: Claro, Movistar y CNT tienen a lo largo del territorio radiobases o celdas instaladas para proporcionar los servicios correspondientes.

### Telefonía fija
Su prefijo de telefonía fija es 4 (+593-4 desde el exterior), operada por la estatal Corporación Nacional de Telecomunicaciones (CNT), anteriormente llamada Pacifictel. Existe un proceso de cambio tecnológico en la zona, donde en muchas localidades se han migrado a fibra ópticas. Los números son de 7 dígitos como en todo Ecuador.
A continuación las series por ciudad/zona:
- Santa Elena: 2940000 a 2944999
- Punta Blanca: 2918xxx
- Salinas: oeste (Chipipe): 2770000 a 2774999. (Antiguamente se conocían los números de Salinas por 4 dígitos debido a que todos comenzaban igual, por ejemplo: 2434, aunque ya se sabía previamente que era necesario marcar 77 delante, aunque finalmente se marcaba 772434, pero se dejó de usar con la aparición del número 2 para la ampliación de números en 2001)
- Salinas: este (San Lorenzo, Las Dunas): 2775000 a 2779999 / 293xxxx
- La Libertad: 278xxxx (en ciertas zonas de La Libertad—como la zona de El Paseo S.C.—la centralita más cercana es la de Salinas y por tal motivo se usa la serie 277 o 293 en vez de 278)
- Ballenita: 2953xxx
- Ayangue: 2916xxx
- Punta Carnero: 2948xxx
- Manglaralto/Montañita: 2901xxx
- San Pablo: 2912xxx
- Ancón: 2906xxx

La central principal se encuentra en Salinas de donde parte un enlace digital por fibra óptica hasta Guayaquil para interconectarse con el resto del país.

### Internet

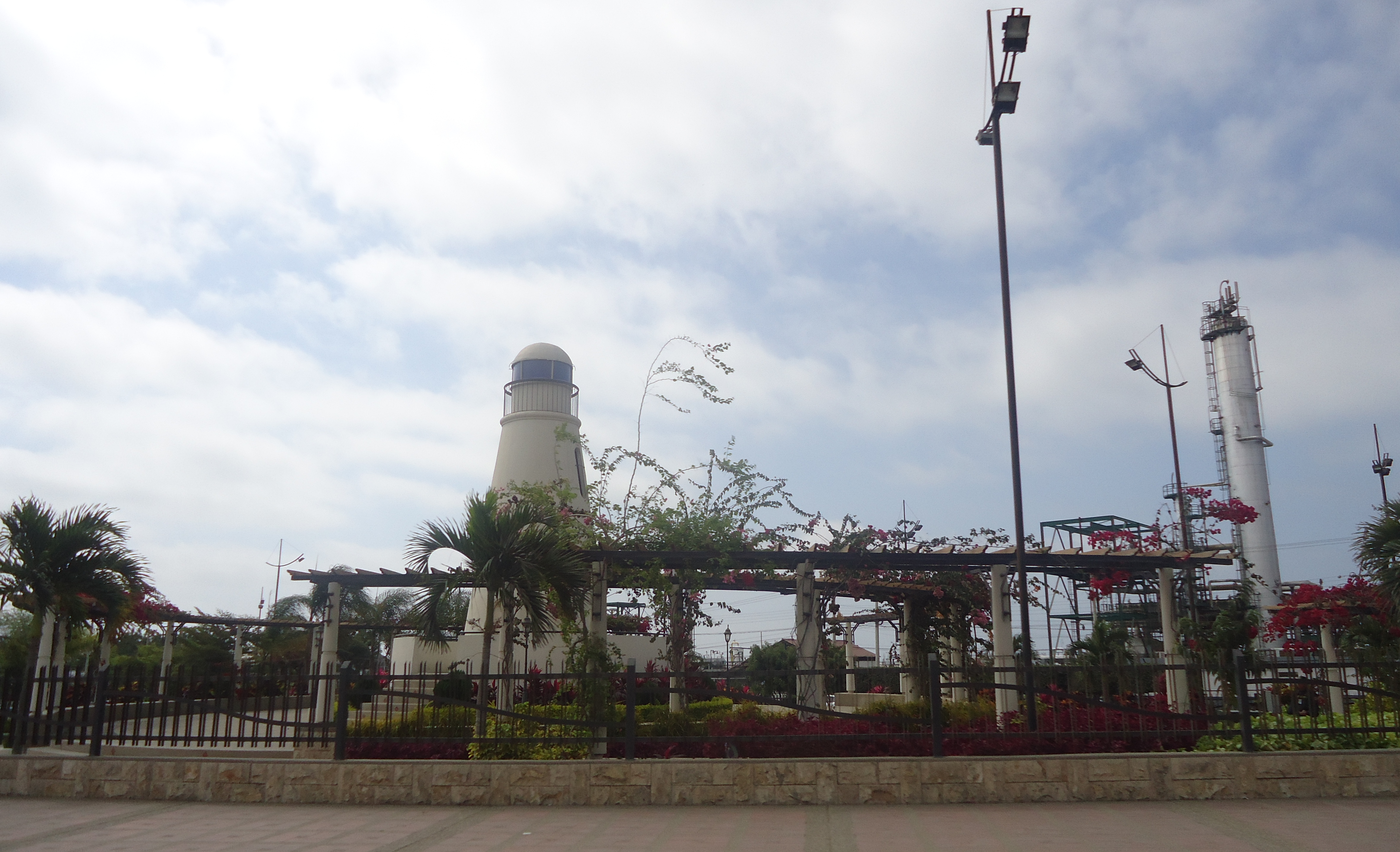
Plaza "La Libertad" y Refinería "La Libertad".

Son pocos los habitantes de la península que cuentan con Internet fijo en sus casas pues no existía un proveedor de Internet fijo (ISP) en la provincia. Sin embargo, esto ha venido cambiando con el uso de módems móviles. Aún, la mayoría de usuarios lo hacen a través de cyber cafés o mediante conexión telefónica ([dial-up]) de compañías que han instalado nodos de conexión con números de acceso de Salinas. Actualmente existen diversas ofertas de conectividad: tanto mediante la compañía estatal CNT como a través de proveedores privados que ofrecen servicios de internet por cable o inalámbrica. Los servicios inalámbricos son menos estables por norma general.
Un importante hecho es la instalación del cable submarino de fibra óptica cuyo punto de conexión con tierra firme es la playa de Punta Carnero, situada en la parroquia José Luis Tamayo del cantón Salinas.
El 15 de noviembre de 2007 se suscribió el acta de puesta en operaciones por la Superintendencia de Telecomunicaciones (Suptel) y Telefónica International Wholesale Services Ecuador (TIWS). La instalación permite intercambio de datos con una velocidad de 10 gigabits/segundo y une al país con la red del sistema Sudamérica-1 (SAm-1) cuyo punto final es Florida, Estados Unidos. 

## Datos
1. ↑  https://app.powerbi.com/view?r=eyJrIjoiNWUzMjQwOWMtZjFhOS00NjczLTk0YTItNjcwZmRmY2YxMjkyIiwidCI6ImYxNThhMmU4LWNhZWMtNDQwNi1iMGFiLWY1ZTI1OWJkYTExMiJ9
2. ↑  Stothert, Karen E.; Dolores R. Piperno, Thomas C. Andres (otoño 2004). "New Evidence of Early Holocene Agriculture from the Coast of Ecuador: A Multidisciplinary
3. ↑  «Bryan, Alan L. (2000). "Capítulo segundo: The Original Peopling of Latin America". General History of Latin America. UNESCO. Retrieved 2007-05-16.».
4. ↑  Enfrentamientos en la Península por cierre de autopista Archivado el 14 de octubre de 2007 en Wayback Machine. Diario El Universo
5. 1 2  57 diputados aprobaron que Santa Elena sea provincia 24 Noticias del Sur
6. ↑  Santa Elena ya es provincia 24 Diario Hoy
7. ↑  Ley de creación de la Provincia de Santa Elena (enlace roto disponible en Internet Archive; véase el historial, la primera versión y la última). Congreso Nacional, 17/oct/2007
8. ↑  Código Orgánico de Organización Territorial, Autonomías y Descentralización, Art. 40
9. ↑  Código Orgánico de Organización Territorial, Autonomías y Descentralización, Art. 49
10. ↑  Código Orgánico de Organización Territorial, Autonomías y Descentralización, Art. 43